# 經濟通
經濟通有限公司 (英文: etnet)，於1994年開展業務，為香港經濟日報集團成員，以專線系統及互聯網提供經濟通即市財經新聞、股票及衍生工具實時報價、股票評論及香港上市公司等資訊。

## 發展背景
1994年，經濟通成立是香港經濟日報集團業務單位之一，提供即巿財經新聞、股票及衍生工具實時報價、股票評論及香港上市公司資訊。
2000年2月，經濟通取得政府PNETS(公共非專利電訊服務)牌照，並在同年推出網站。
2001年，經濟通成立環富通，及後提供電子基金數據庫及財富管理系統。經濟通旗下經濟通通訊社成立，拓展中國內地業務，同年獲新華社批發許可證，可合法在中國內地發放涉外經濟資訊，能合法在中國內地發放財經新聞及涉外經濟資訊，並擁有駐京記者站的香港通訊社。
2007年，設駐北京記者站。
2008年，推出「經濟通中國站」。
2010年，設立駐上海記者站。
據香港經濟日報集團上市文件，ET Net (BVI)是經濟通有限公司的母公司，ET Net (BVI)由香港經濟日報集團持有96.04%，其他的小股東為Network Holdings及Top Media兩間公司，分別持有1.96%及2%權益。

## 連結
- 經濟通香港站 （页面存档备份，存于）
- 經濟通中國站
- etnet 經濟通 YouTube （页面存档备份，存于）